# غلين هابارد
غلين هابارد (بالإنجليزية: Glenn Hubbard)‏ هو لاعب كرة قاعدة أمريكي، ولد في 25 سبتمبر 1957 في Hahn Air Base ‏ في ألمانيا.

## وصلات خارجية
- غلين هابارد على موقع دوري كرة القاعدة الرئيسي (الإنجليزية)
- غلين هابارد على موقعبيزبول رفرنس.كوم (الدوري الرئيسي) (الإنجليزية)
- غلين هابارد على موقعبيزبول رفرنس.كوم (الدوري الثانوي) (الإنجليزية)
- غلين هابارد على موقع إي إس بي إن.كوم (أم.أل.بي) (الإنجليزية)
- غلين هابارد على موقع مشجعي الرسوم البيانية (الإنجليزية)